# Махагургис-хан
Укегту Махагургис-хан (1447—1465) — великий хан Монгольской империи из династии Северная Юань (1454—1455), старший сын монгольского хана Тайсун-хана (Тохта-Буги).

## Биография
В 1454 году после свержения и убийства Эсэн-хана жена покойного Тайсун-хана Саймур-хатун объявила монгольским хаганом их малолетнего сына Мэргэса (Магахурхи, Маха Гэргэс, Мэргурэс) с тронным именем Ухэгэту и, действуя от его имени, опираясь на сторонников покойного мужа, покорила ойратов. В 1465 году монгольский хан Мэргэс был убит тумэтским Догулат-тайшой.